# ETOPS

Rozdíly mezi letovým plánem ETOPS (zelená čára) a ostatními (přerušovaná modrá čára)

ETOPS (Extended-range Twin-engine Operational Performance Standards) je akronym pro regule Mezinárodní organizace pro civilní letectví (ICAO), které upravují podmínky, za kterých mohou být novější dvoumotorová dopravní letadla provozována na tratích, kde se letoun v určitém bodě ocitne ve vzdálenosti větší než 60 minut letu od nejbližšího letiště.
To umožňuje dvoumotorovým dopravním letadlům jako jsou Boeing 737, 757, 767, 777, 787 a Airbus A300, A310, A320, A330, A350 létat na dálkových tratích (speciálně přes oceány, pouště nebo polární oblasti), které byly dříve pro dvoumotorové letouny z bezpečnostních důvodů uzavřeny.
Existují různé verze standardů ETOPS, které se liší dobou letu, na kterou se mohou letouny vzdálit od nejbližšího letiště, např. ETOPS-90, ETOPS-120, ETOPS-180 (90, 120, 180 minut).
ETOPS by měl v budoucnu být nahrazen novým systémem LROPS neboli Long Range Operational Performance Standards, který bude postihovat všechna letadla, nejen ta dvoumotorová.